# Bomolocha senialis
Bomolocha senialis là một loài bướm đêm trong họ Noctuidae.